# Tatranský pohár

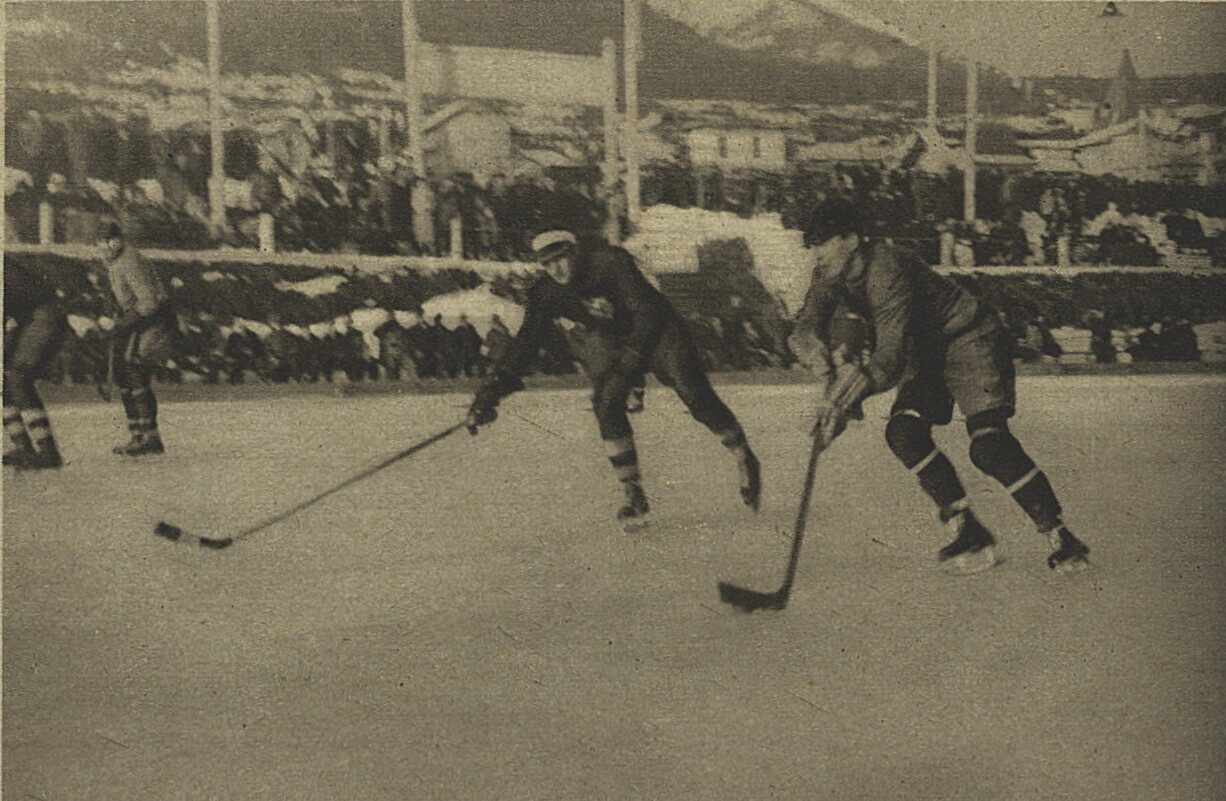
Spielszene 1932 zwischen LTC Prag und VS Brno.

Der Tatranský pohár (deutsch Tatra Pokal, englisch Tatra Cup) ist ein Eishockeyturnier, das seit 1929 im Gebiet der Hohen Tatra ausgetragen wird. Damit ist der Tatra Pokal der zweitälteste Pokalwettbewerb Europas nach dem Spengler Cup.
Die erste Austragung fand 1929 in Starý Smokovec statt. Während in den 1930er Jahren jährlich jeweils ein internationales und ein nationales Turnier ausgespielt wurden, fanden zwischen 1952 und 1968 aufgrund organisatorischer Probleme insgesamt nur zwei Turniere statt, die beide von Sparta Praha Sokolovo gewonnen wurden. Danach bekam das Turnier mehr Aufmerksamkeit auch im westlichen Ausland, so dass 1969 der Kölner EC am Turnier teilnahm. Ein Jahr später trat mit dem IF Surahammars erstmals ein schwedischer Klub an. Zudem nahm der SC Riessersee am Turnier teil.
Mit dem Bau einer überdachten Eishalle in Poprad Mitte der 1970er Jahre verbesserten sich die äußeren Bedingungen für das Turnier. Im Jubiläumsjahr des Turniers, 1979, nahm mit Dynamo Weisswasser ein Verein aus der DDR teil.
Heutzutage findet der Wettbewerb jährlich im Sommer in Zimný štadión Poprad als Vorbereitungsturnier statt, an dem vor allem Mannschaften aus der Slowakei teilnehmen.

## Sieger
- 1929/30 Slavia Prag
- 1930/31 LTC Prag
- 1931/32 LTC Prag
- 1932/33 SK Prostějov[1]
- 1932/33 Skiklub Bratislava[1]
- 1933/34 Slavia Prag[1]
- 1933/34 AC Nitra[1]
- 1934/35 EKE Wien[1]
- 1934/35 ŠK Vysoké Tatry[1]
- 1935/36 HC Tatry
- 1936/37 HC Tatry
- 1937/38 HC Tatry
- 1938/39 HC Tatry
- 1939/40 HC Tatry
- 1940/41 ŠK Slávia Prešov
- 1941/42 HC Tatry
- 1942/43 HC Tatry
- 1943–1945 keine Austragung
- 1945/46 SK Prostějov
- 1946/47 HC Tatry
- 1949/50 LTC Prag
- 1950/51 Sparta Praha Sokolovo
- 1951/52 SK Prostějov
- 1958/59 Sparta Praha Sokolovo
- 1959/60 Sparta Praha Sokolovo
- 1968/69 VŽKG Ostrava
- 1969/70 Slowakische Auswahlmannschaft
- 1974 Slovan Bratislava
- 1975 Slovan Bratislava
- 1976 Nationalmannschaft der ČSSR
- 1977 Nationalmannschaft der ČSSR
- 1978 VSŽ Košice
- 1979 VSŽ Košice
- 1980 Sparta Prag
- 1981 Slezan STS Opava
- 1982 VSŽ Košice
- 1983 Dinamo Riga
- 1984 Tesla Pardubice
- 1985 Dukla Trenčín
- 1986 VSŽ Košice
- 1987 VSŽ Košice
- 1988 VSŽ Košice
- 1989 HK Sokol Kiew
- 1990 ŠK Slovan Bratislava
- 1991 U20-Nationalmannschaft der ČSFR
- 1992 HC Košice
- 1993 HC Košice
- 1994 U20-Nationalmannschaft der Slowakei
- 1995 HC ŠKP PS Poprad
- 1996 HC Dukla Trenčín
- 1997 HC Slovan Bratislava
- 1998 HC Slovan Bratislava
- 1999 Slowakische Olympiaauswahl
- 2000 HC ŠKP Poprad
- 2001 HC ŠKP Poprad
- 2002 HC Vítkovice
- 2003 Neftechimik Nischnekamsk
- 2004 U23-Nationalmannschaft der Slowakei
- 2005 HK Tatravagónka ŠKP Poprad
- 2006 HC Vítkovice Steel
- 2007 HC Vítkovice Steel
- 2008 HC Košice
- 2009 HC Vítkovice Steel
- 2010 HC Oceláři Třinec
- 2011 Kölner Haie
- 2012 HK Poprad
- 2013 EC Graz 99ers
- 2014 HK Poprad
- 2015 EC Graz 99ers
- 2016 Pelicans Lahti
- 2017 HC Košice
- 2018 HK Poprad
- 2019 DVTK Jegesmedvék
- 2020 HK Poprad
- 2021 HC Pustertal